# Église Saint-Lupien de Saint-Lupien
L'église Saint-Lupien est un monument historique de la commune de Saint-Lupien, dans le département de l'Aube.

## Présentation
Elle faisait partie du doyenné de Marigny et du Grand-archidiaconé jusqu'au XVIIIe siècle avant d'être incorporé à l'archiprêtrise de Troyes. La cure était à la collation de l'évêque.
Sa construction s'échelonne du XIIIe siècle au XVIe siècle sur un plan en croix latine et elle est entièrement voûtée. Une travée du transept est du XIIe. Un sarcophage datant du Haut Moyen Âge passe pour être le tombeau de saint Lupien. Elle a aussi le bras de saint Lupien, enchâssé en bois couvert d'une feuille d'argent, une peinture murale recouverte d'un badigeon et un retable peint du XVIe. Le transept nord a été démoli en 1810.
L'église fait l’objet d’une inscription au titre des monuments historiques depuis le 7 mai 1926.

## Galerie d'images

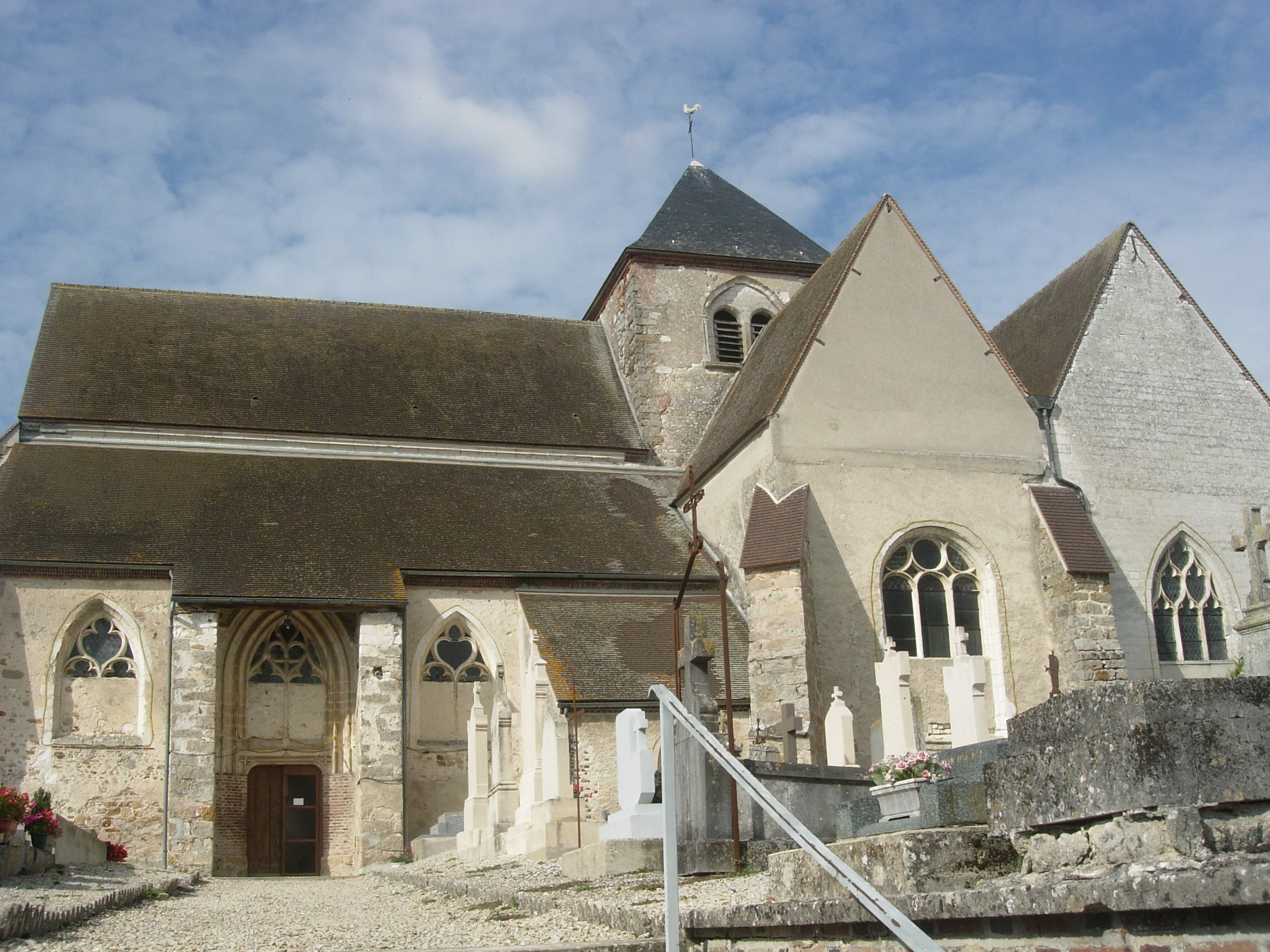
Vue de l'extérieur ;
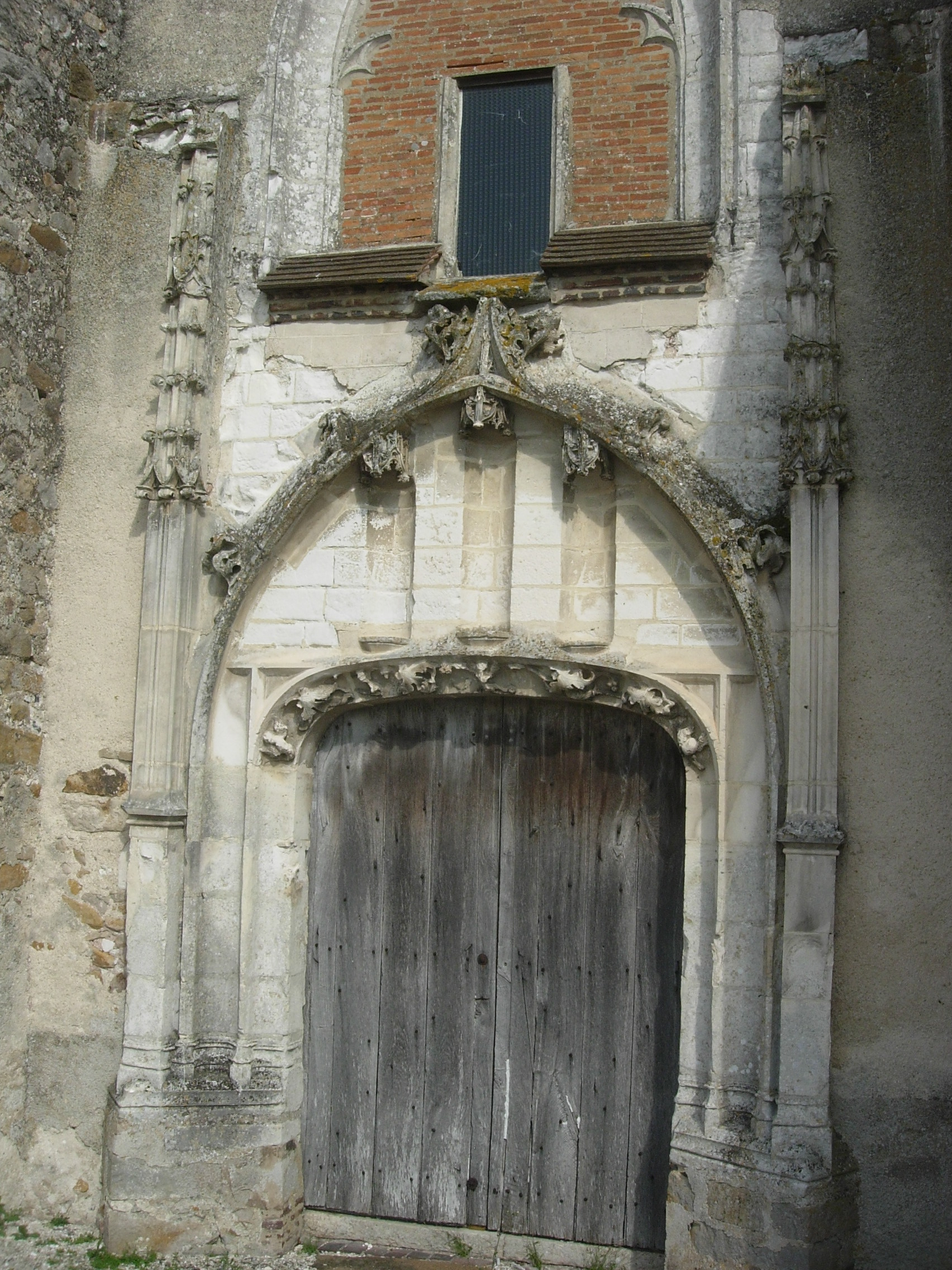
Portail latéral.